# Ullrich Wannhoff
Ullrich Wannhoff (* 1952 in Aue) ist ein deutscher Maler und Grafiker.

## Leben
Wannhoff war in der DDR 18 Jahre Heizer und arbeitete als Maschinist in einer Umformerstation an der TU Dresden. Diese Nische erlaubte ihm ein Fernhalten von gesellschaftlichen und sozialistischen Tätigkeiten, bis einer der Dozenten auf ihn aufmerksam wurde und ihm das Angebot unterbreitete, künstlerischer Leiter an der TU Dresden zu werden. Diese Tätigkeit währte von 1981 bis 1984, bis der Zirkel verboten wurde. Er unternahm seit 1991 Langzeitreisen in den arktischen Regionen Nordamerikas und Russlands. Diese Erfahrungen fanden in Gemälden, Zeichnungen, Collagen und Fotografien ihren Niederschlag. Wannhoff lebt in Berlin.
Anlässlich Alexander von Humboldts 150. Todestag im Jahr 2009 widmete die Frankfurter Buchmesse aktuellen Expeditionen und Naturforschern eine Buchkollektion. Hierfür wurde auch der Titel „Der weite Weg nach Fernost – Spurensuche auf Kamtschatka“ von Wannhoff ausgewählt.

## Werk
Neben der expressiven Darstellung orientieren sich Aufbau und Farbigkeit der Arbeiten an den großen Meistern des Expressionismus. Seine Farben sind kräftig und kontrastreich, gelegentlich heftig. Die Figuren sind Konstruktionen und Kreatur, Reflexionen im Einklang von Mensch und Natur mit beeindruckend suggestiver Wirkung auf den Betrachter, der man sich kaum zu entziehen vermag.
Ullrich Wannhoffs künstlerisches Werk ist Ausdruck einer vielfältigen Vernetzung unterschiedlichster Wissensgebiete (Ethnologie, Ornithologie, Entdeckungs- und Kunstgeschichte), die bildnerisch meist in Form von Collagen umgesetzt werden. Dabei sitzt Wannhoff innerhalb der jeweiligen Fachbereiche häufig zwischen den Stühlen, da im heutigen Deutschland die von einer einzelnen Person betriebene angewandte Multidisziplinarität weithin noch immer der Anerkennung harrt. Wannhoffs Arbeiten enthalten eine Fülle erzählerischen Beiwerkes, welches als Gedanken repräsentierende Papierfetzen in das Bildwerk einmontiert ist, jedoch mit einem kräftigen malerischen Überzug für die Einheit des Bildes sorgt. Nur im Detail, bei sorgfältiger Inaugenscheinnahme, entpuppt sich die Vielseitigkeit seines Denkens.

## Personal-Ausstellungen
Ullrich Wannhoff stellt seine Werke aus seit 1991 in Galerien, Kunstvereinen, Messen und öffentlichen Sammlungen.
- Bad Oeynhausen
- Berlin
- Bremerhaven
- Chemnitz
- Dessau
- Dresden
- Halle
- Hamburg
- Köln
- Leipzig
- New York
- Pirna
- Stralsund

## Gemeinschaftsausstellungen
- 1991 1. Sächsisches Colloquium Wirtschaft und Kunst
- 1992 Sächsische Aufbaubank, Dresden
- 1996 „Kunst in Deutschland nach 1945“ in Bad Mergentheim
- 1999 „Die Werke von Künstlern der Euroregion Neiße“ in Jawor, Polen
- 2000 „Zinzendorf 2000 – Aufbruch zu Neuen Ufer“ in Herrnhut in der Oberlausitz

## Sammlungen
- Deutsche Bank, Sächsische Aufbau Bank, Sparkasse Dresden,
- Privatsammlungen: Pretor, Krebs-Gehlen

## Preise Stipendien
- 1995 1. Preis Globetrotter des Jahres, prämiert von der Ausrüstungsfirma Globetrotter GmbH Hamburg
- 2007 Stipendium Wilke Atelier e.V. Bremerhaven

## Publikationen
- 1995: Comandor – Leben am Ende der Welt, Dresden zusammen mit Karen Törmer. Selbst verlegt
- 1997: Ulrich Wannhoff Reflexionen – Einklang von Mensch und Natur, Edition Signum Winfried Heid Heidelberg, Katalog ISBN 3-9803012-8-1
- 1998: Peter Schlemihls wundersame Geschichte Adelbert von Chamisso, Mit einem malerischen Zyklus von Ullrich Wannhoff, Vorwort Horst-Jürgen Gerigk, Edition Signum Heidelberg, ISBN 3-9803012-0-6
- 2004: Haimatochare von E.T.A. Hoffmann, mit einem malerischen Zyklus. Selbst verlegt
- 2008: Der weite Weg nach Fernost – Spurensuche auf Kamtschatka, Kahl, Dresden, ISBN 978-3-938916-10-0
- 2013: Comptons Vögel, Atlantische Geschichten von Bernd Erhard Fischer, Illustrationen von Ullrich Wannhoff, Edition A • B • Fischer, Berlin, ISBN 978-3-937434-47-6
- 2014: Westliche Sehnsucht nach dem Fernen Osten, Katalog, Galerie Weise, Lukas Verlag, Berlin, ISBN 978-3-86732-205-8
- 2014: Ornithologischen Beobachtungen am Fluss Kamtschatka, Dr.-Walther-Thiede-Stiftung, Hamburg, ISSN 0030-5723
- 2016: Der Stille Fluss Kamtschatka – Kajak Tour durch die einsame Wildnis des Ostens, NOTschriften Verlag, Radebeul, ISBN 978-3-945481-26-4